# Лясковский, Владимир Георгиевич
Владимир Георгиевич Лясковский (31 декабря 1917, Екатеринослав — 28 мая 2002, Одесса, Украина) — известный украинский писатель и журналист, фронтовой корреспондент.

## Биография
Родился 31 декабря 1917 г. в г. Екатеринославе (теперь Днепропетровск). В 1934 г. на Уралмаше, куда был командирован его отец для восстановления народного хозяйства, окончил школу фабрично-заводского обучения и приобрёл специальность токаря. В 1937 году окончил Московскую газетную школу, стал журналистом, работал корреспондентом воронежской областной газеты «Коммуна». Одновременно увлекся театром и в 1937—1939 гг. работал актёром Днепропетровского русского театра им. Горького.
С 1939 по 1949 г. — корреспондент газеты «Комсомольская правда». С первого дня Великой Отечественной войны до взятия Рейхстага, Владимир Лясковский — военный корреспондент «Комсомолки». 
Прибыл в войска Юго-Западного фронта вместе с Аркадием Гайдаром, воспоминания о котором впоследствии нашли своё отражение во многих рассказах и книгах писателя.
Принимал участие в освобождении Одессы, Украины, Румынии, Болгарии, Польши Венгрии, взятии Берлина.
Первым из журналистов Владимир Лясковский узнал и совместно с Михаилом Котовым в 1943 г. написал книгу о бесстрашном подвиге подпольной организации «Молодая гвардия» и её руководителя Олега Кошевого.
Фронтовые дороги войны связали Владимира Лясковского долгой и доброй дружбой с Евгением Долматовским, Константином Паустовским, Григорием Поженяном, Борисом Полевым, Виктором Полторацким, Натаном Рыбаком, композитором Модестом Табачниковым.
После окончания войны, в 1946—1949 гг. Владимир Лясковский — корреспондент «Комсомольской правды» по Армении.
В Одессе, где Владимир Лясковский поселился в 1949 г. — его имя сразу стало широко известным в литературных кругах, благодаря сотням репортажей и очерков в газетах и журналах. В произведениях Лясковского были описаны нелегкий труд тружеников сельского хозяйства, моряков, портовиков и всех тех, кто своим творческим трудом создавал красоту. Он первым из литераторов совершил несколько рейсов на китобойной флотилии «Слава», где редактировал выходившую там многотиражку «Советский китобой».
Член Союза писателей с 1955 года. Автор 42 книг общим тиражом свыше 5 миллионов экземпляров. Творческое кредо писателя — правдивое изображение событий и современников, возвеличивание Человека-Борца, Героя-Труженика. Незаурядные актёрские данные и обладание великолепным «качаловским» голосом, снискали Владимиру Лясковскому заслуженную славу во время своих многочисленных выступлений и встреч с читателями.
Умер в Одессе 28 мая 2002 года.

## Книги
- 1944 — «Сердца смелых» (соавтор М. Котов)

## Награды
За участие в боях награждён орденами Красной Звезды и Отечественной войны и 14 медалями.
За заслуги в области литературы награждён орденом «Знак Почета», почетными грамотами Верховного совета Украины и Армении, национальной премией Союза журналистов Украины, Всеукраинской литературной премией Макара Посмитного.